# الساحر (مسلسل 2020)
الساحر هو مسلسل درامي اجتماعي وتشويقي.

## قصة المسلسل
تدور أحداث المسلسل في إطار الدراما الاجتماعية المشوقة، وقصته عن رجل لهُ كاريزما مختلفة تقوده بالصدفة إلى الدخول في عالم الكبار ليبدأ في إتقانه، والتعامل معهم حتى يصبح المتحكم فيه.

## طاقم العمل
- عابد فهد
- ستيفاني صليبا
- عبد الهادي الصباغ
- محمد حداقي
- رودريغ سليمان
- رشا بلال
- فيلدا سمور

تأليف:
- سلام كسيري (مؤلف)
- حازم سليمان (سيناريو وحوار)

إخراج:
- محمد لطفي (مخرج)
- عامر فهد (مخرج)